# کلیولند (ویرجینیای غربی)
کلیولند (به انگلیسی: Cleveland) یک منطقهٔ مسکونی در ایالات متحده آمریکا است که در شهرستان وبستر، ویرجینیای غربی واقع شده‌است. کلیولند ۳۸۸٫۹۳ متر بالاتر از سطح دریا واقع شده‌است.